# Dzoncauich (község)
Dzoncauich község Mexikó Yucatán államának középső részén. 2010-ben lakossága kb. 2800 fő volt, ebből mintegy 2300-an laktak a községközpontban, Dzoncauichban, a többi, közel 500 lakos a község területén található 2 kisebb településen élt.

## Fekvése
Az állam középpontjától kissé északra, a fővárostól, Méridától keletre fekvő község teljes területe a tenger szintje felett körülbelül 8–12 méterrel elterülő síkvidék. Az éves csapadékmennyiség 1000 és 1100  mm körül van, de a községnek vízfolyásai nincsenek. A mezőgazdaság a terület mindössze 1,3%-át hasznosítja, a többi részt főként rétek, legelők és vadon borítja.

## Élővilág
Növényzetét főként alacsony, lombhullató növények alkotják, köztük legjellemzőbb fajok a tamarindusz, a tűzvirágfa és a ceiba. Állatai között gyakoriak a szarvasok, az övesállatok, a mosómedve, az oposszumfélék, az Ortalis nem chachalaca nevű madara, a fürj, a galambok (köztük a tzutzuy), a kígyók, a baziliszkuszok és a leguánok.

## Népesség
A község lakóinak száma a közelmúltban hullmázott: voltak időszakok, amikor csökkent, voltak, amikor nőtt. A változásokat szemlélteti az alábbi táblázat:
| Év   | Lakosság |
| ---- | -------- |
| 1990 | 2630     |
| 1995 | 2844     |
| 2000 | 2723     |
| 2005 | 2782     |
| 2010 | 2772     |

## Települései
A községben 2010-ben 3 lakott helyet tartottak nyilván, de Xchay településen mindössze két fő élt. A másik két helység:
| Település                  | Lakosság (2010) |
| -------------------------- | --------------- |
| Dzonkauich (községközpont) | 2318            |
| Chacmay                    | 452             |